# アリーナボウル
アリーナボウル（ArenaBowl）は、アリーナフットボールリーグの優勝決定戦。ナショナルカンファレンスとアメリカンカンファレンスを制したチームが戦う。優勝チームにはフォスター・アリーナボウル・トロフィー（Foster ArenaBowl Trophy）が贈られる。

## プレイオフ
ナショナル、アメリカンの両カンファレンスより各6チームがプレイオフに出場する。カンファレンスからの出場チームは
- 2地区の勝者
- ワイルドカードで勝率上位4チーム

の6チーム。初めにディヴィジョナルプレイオフを行い、勝者2チームがカンファレンスチャンピオンシップに出場する。この勝者がアリーナボウルに出場する。

## 開催地
2004年まではカンファレンスチャンピオンを勝ち上がったチームのうち、レギュラーシーズンで成績の良かったチームのフランチャイズで開催していたが、2005年からは中立地で開催されている。

## 過去のアリーナボウル
| ゲーム          | 年   | 勝者                           | スコア | 敗者                                                        | 開催地                                         |
| --------------- | ---- | ------------------------------ | ------ | ----------------------------------------------------------- | ---------------------------------------------- |
| ArenaBowl I     | 1987 | デンヴァー・ダイナマイト       | 45-16  | ピッツバーグ・グラディエイターズ （現デンヴァー・ストーム） | ピッツバーグシビックアリーナ                   |
| ArenaBowl II    | 1988 | デトロイト・ドライヴ           | 24-13  | シカゴ・ブルーザーズ                                        | ローズモントホライズン                         |
| ArenaBowl III   | 1989 | デトロイト・ドライヴ           | 39-26  | ピッツバーグ・グラディエイターズ                            | ホセルイスアリーナ                             |
| ArenaBowl IV    | 1990 | デトロイト・ドライヴ           | 51-27  | ダラス・テキサンズ                                          | ホセルイスアリーナ                             |
| ArenaBowl V     | 1991 | タンパベイ・ストーム           | 48-42  | デトロイト・ドライヴ                                        | ホセルイスアリーナ                             |
| ArenaBowl VI    | 1992 | デトロイト・ドライヴ           | 56-38  | オーランド・プレデターズ                                    | オーランドアリーナ                             |
| ArenaBowl VII   | 1993 | タンパベイ・ストーム           | 51-31  | デトロイト・ドライヴ                                        | ホセルイスアリーナ                             |
| ArenaBowl VIII  | 1994 | アリゾナ・ラトラーズ           | 36-31  | オーランド・プレデターズ                                    | オーランドアリーナ                             |
| ArenaBowl IX    | 1995 | タンパベイ・ストーム           | 48-35  | オーランド・プレデターズ                                    | サンダードーム                                 |
| ArenaBowl X     | 1996 | タンパベイ・ストーム           | 48-42  | アイオワ・バーンストーマーズ （現ニューヨーク・ドラゴンズ） | アイオワヴェテランズメモリアムオーディトリアム |
| ArenaBowl XI    | 1997 | アリゾナ・ラトラーズ           | 55-33  | アイオワ・バーンストーマーズ                                | USエアウェイズセンター                         |
| ArenaBowl XII   | 1998 | オーランド・プレデターズ       | 62-31  | タンパベイ・ストーム                                        | アイスパレス                                   |
| ArenaBowl XIII  | 1999 | オールバニー・ファイアーバーズ | 59-48  | オーランド・プレデターズ                                    | ペプシアリーナ                                 |
| ArenaBowl XIV   | 2000 | オーランド・プレデターズ       | 41-38  | ナッシュヴィル・カッツ                                      | TDウォーターハウスセンター                     |
| ArenaBowl XV    | 2001 | グランドラピッズ・ランペイジ   | 64-42  | ナッシュヴィル・カッツ                                      | ヴァンアンデルアリーナ                         |
| ArenaBowl XVI   | 2002 | サンノゼ・セイバーキャッツ     | 52-14  | アリゾナ・ラトラーズ                                        | HPパビリオン                                   |
| ArenaBowl XVII  | 2003 | タンパベイ・ストーム           | 43-29  | アリゾナ・ラトラーズ                                        | セントピートタイムズフォーラム                 |
| ArenaBowl XVIII | 2004 | サンノゼ・セイバーキャッツ     | 69-62  | アリゾナ・ラトラーズ                                        | USエアウェイズセンター                         |
| 以後中立地開催  |      |                                |        |                                                             |                                                |
| ArenaBowl XIX   | 2005 | コロラド・クラッシュ           | 51-48  | ジョージア・フォース                                        | トーマス&マック・センター                      |
| ArenaBowl XX    | 2006 | シカゴ・ラッシュ               | 69-61  | オーランド・プレデターズ                                    | トーマス&マック・センター                      |
| ArenaBowl XXI   | 2007 | サンノゼ・セイバーキャッツ     | 55-33  | コロンバス・デストロイヤーズ                                | ニューオーリンズアリーナ                       |
| ArenaBowl XXII  | 2008 | フィラデルフィア・ソウル       | 59-56  | サンノゼ・セイバーキャッツ                                  | ニューオーリンズアリーナ                       |
| ArenaBowl XXIII | 2010 | スポケーン・ショック           | 69-57  | タンパベイ・ストーム                                        | スポケーン・ベテランズ・メモリアル・アリーナ   |
| ArenaBowl XXIV  | 2011 | ジャクソンビル・シャークス     | 73-70  | アリゾナ・ラトラーズ                                        | USエアウェイズセンター                         |
| ArenaBowl XXV   | 2012 | アリゾナ・ラトラーズ           | 72-54  | フィラデルフィア・ソウル                                    | ニューオーリンズアリーナ                       |

- ナッシュヴィル・カッツは2002年よりジョージア州ドゥルスに移転しジョージア・フォースとなったが、2005年にエクスパンションでナッシュヴィル・カッツが復活したため、前身のナッシュヴィル・カッツの歴史はエクスパンションで復活したナッシュヴィル・カッツが継ぐという形になり、ジョージア・フォースは2002年設立ということになっている。なお、後身のナッシュヴィル・カッツは2007年シーズンをもって消滅した。

## チーム別優勝回数
| チーム                       | 優勝 | 優勝年                       |
| ---------------------------- | ---- | ---------------------------- |
| アリゾナ・ラトラーズ         | 5    | 1994, 1997, 2012, 2013, 2014 |
| タンパベイ・ストーム         | 5    | 1991, 1993, 1995, 1996, 2003 |
| デトロイト・ドライブ         | 4    | 1988, 1989, 1990, 1992       |
| サンノゼ・セイバーキャッツ   | 4    | 2002, 2004, 2007, 2015       |
| オーランド・プレデターズ     | 2    | 1998, 2000                   |
| フィラデルフィア・ソウル     | 2    | 2008, 2016                   |
| オールバニ・ファイヤーバーズ | 1    | 1999                         |
| シカゴ・ラッシュ             | 1    | 2006                         |
| コロラド・クラッシュ         | 1    | 2005                         |
| デンバー・ダイナマイト       | 1    | 1987                         |
| グランドラピッズ・ランペイジ | 1    | 2001                         |
| ジャクソンビル・シャークス   | 1    | 2011                         |
| スポケーン・ショック         | 1    | 2010                         |